# Jürgen Klein (Politiker)
Jürgen Klein (* 25. April 1973 in Bad Sobernheim) ist ein deutscher Politiker der Alternative für Deutschland (AfD). Seit 2013 ist er Vorsitzender des AfD-Kreisverbands Bad Kreuznach. Ihm gelang bei den Landtagswahlen in Rheinland-Pfalz 2016 am 13. März 2016 der Einzug als Landtagsabgeordneter in den Landtag Rheinland-Pfalz. Zur Landtagswahl 2021 trat er nicht erneut an.

## Leben
Klein absolvierte von 1990 bis 1993 eine Ausbildung zum Ver- und Entsorger und anschließend seinen Grundwehrdienst. Ab 1994 war er Mitarbeiter der Stadtverwaltung Bad Kreuznach und wurde von 1995 bis 1997 zum Abwassermeister weitergebildet. Nach zwölf Jahren bei der Stadt Bad Kreuznach war der Betriebswirt (seit 2004) Klein von 2006 bis zu seinem Einzug in den Landtag von Rheinland-Pfalz als Vertriebsmitarbeiter bei den Firmen Reiflock Abwassertechnik und Wissenschaftlich-Technische Werkstätten tätig.
Jürgen Klein ist verheiratet, Vater einer Tochter und lebt in Waldböckelheim.

## Politischer Werdegang
Klein war vor seinem Eintritt in die AfD über 22 Jahre Mitglied in der CDU. 1990 trat Klein den Christdemokraten bei und war im Gemeinderat seines Heimatdorfes Waldböckelheim. Als Gründe für den Wechsel in die AfD erklärte Klein in einem Spiegel-Interview, dass die CDU „nicht mehr für konservative Werte stand.“ Seine politischen Schwerpunkte sieht Klein in der Umweltpolitik, der Inneren Sicherheit und der Infrastruktur.
Bei den Kommunalwahlen in Rheinland-Pfalz 2014 wurde er in den Kreistag im Landkreis Bad Kreuznach gewählt.
2015 wurde er erneut zum AfD-Kreisvorstand im Kreis Bad Kreuznach gewählt.